# Samuel Lutz-Léchot

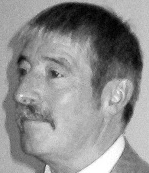
Samuel Lutz-Léchot

Samuel Lutz-Léchot (* 20. August 1944 in Amsoldingen), heimatberechtigt in Basel und Thal (St. Gallen), verheiratet mit Anne-Marie Lutz-Léchot, ist ein Schweizer reformierter Pfarrer und Theologe, Zwinglikenner und ehemaliger Synodalratspräsident.

## Leben
Samuel Lutz studierte evangelische Theologie in Bern und Montpellier, war wissenschaftlicher Assistent für Dogmatik und Dogmengeschichte an der Theologischen Fakultät der Universität Bern und von 1972 bis 1996 Gemeindepfarrer in der Kirchgemeinde Leissigen-Därligen. 1988 wurde er als nebenamtliches Mitglied in den Synodalrat (Kirchenleitung) der Reformierten Kirche Bern-Jura gewählt. 1991 promovierte er zum Dr. theol. mit der Dissertation Ergib dich ihm ganz. Huldrych Zwinglis Gebet als Ausdruck seiner Frömmigkeit und Theologie. 1995 wurde er zum Synodalratspräsidenten der Reformierten Kirchen Bern-Jura-Solothurn gewählt. Als solcher trat er ein für Offenheit, Glaubensfreiheit und Toleranz in- und ausserhalb der Kirche nach dem Leitsatz: Wir können nicht offen genug sein. Kulturell förderte er im Blick auf die französischsprechenden Gemeinden im Jura die Zweisprachigkeit (le bilinguisme).
Während des Studiums leitete Samuel Lutz die Vereinigten Bibelgruppen (VBG) der Universität Bern. Seit seiner Jugend verbunden mit dem CVJM (Christlicher Verein Junger Männer, heute: Christlicher Verein junger Menschen) übernahm er für einige Zeit die Regionalleitung der Jungscharen des Kantons Bern. Nebst dem Gemeindepfarramt leitete er den Gotthelfverein Interlaken als dessen Präsident, unterrichtete als Dozent der Vereinigten Schulen für Sozialarbeit Bern und Gwatt (heute Berner Fachhochschule, Departement Soziale Arbeit) Theologie und wurde später Präsident von deren Schulkommission.

## Wirken
Sowohl als Gemeindepfarrer als auch als Präsident der Kirche arbeitete Samuel Lutz als wissenschaftlicher Theologe. Sein Forschungsgebiet war vornehmlich die Reformation, im Speziellen die Theologie Huldrych Zwinglis. Er war Mitglied des Forschungsseminars für Reformationstheologie von Gottfried W. Locher. 1984 widmete er sich mit Vorträgen und Publikationen im In- und Ausland dem Jubiläumsjahr des 500. Geburtstages Huldrych Zwinglis. Anlass zu Anfragen für Vorträge oder schriftliche Beiträge boten 2009 das Gedenkjahr zu Johannes Calvins Geburtsjahr 1509, 2017 das Reformationsjahr zu Martin Luthers Auftreten 1517 in Wittenberg und 2019 das Jubiläumsjahr 500 Jahre nach Zwinglis Amtsantritt 1519 am Grossmünster in Zürich.
Gesellschaftlich und politisch sorgte er für eine engagierte kirchliche Präsenz im sozialen und medialen Bereich und pflegte die Zusammenarbeit von Kirche und Staat namentlich in heiklen Fragen der Migration wie Kirchenbesetzungen, Ausschaffungshaft und Sans Papiers. 2005 vertrat er den Schweizerischen Protestantismus anlässlich des Papstbesuches in Bern. Zu seinem Rücktritt 2007 war er Gast in der Sendung Sternstunde Religion des Schweizer Fernsehens SRF und Sonntagsgast im Regionaljournal Bern-Freiburg-Wallis.
Als nebenamtliches Mitglied des Synodalrates stand er dem Departement Theologie vor und vertrat die Kirche in der Prüfungskommission der Theologischen Fakultät der Universität. Das Hilfswerk Brot für Brüder, heute Brot für alle, unterstützte er als Leiter der Arbeitsgruppe Bern und später als Präsident der Geschäftsprüfungskommission. Nach der Pensionierung widmete er sich dem neu gegründeten Verein jakobsweg.ch als dessen erster Präsident. Von 2010 bis 2020 war er ausserdem Redaktor für die Schweiz des Neukirchener Kalenders.

## Publikationen (Auswahl)
- Ulrich Asendorf, Samuel Lutz und Wilhelm H. Neuser: Auslegungen der Reformatoren. In: Gerhard Friedrich (Hrsg.): Das Neue Testament Deutsch Textreihe. Band 3. Vandenhoeck & Ruprecht, Göttingen 1984, ISBN 3-525-51365-8.
- Ergib dich ihm ganz. Das Gebet Huldrych Zwinglis als Ausdruck seiner Frömmigkeit und Theologie. Dissertation. Theologischer Verlag TVZ, Zürich 1991, ISBN 3-290-10913-5.
- Zwingli als Seelsorger. In: Christian Möller (Hrsg.): Geschichte der Seelsorge am Beispiel grosser Seelsorger. Band II. Vandenhoeck & Ruprecht, Göttingen und Zürich 1995, ISBN 3-525-62340-2.
- Samuel Lutz und Thomas Brunnschweiler im Auftrag des Zwingli Vereins Zürich (Hrsg.): Huldrych Zwingli Schriften. Vier Bände. Theologischer Verlag TVZ, Zürich 1995, ISBN 3-290-10978-X.[3]
- Ulrich Zwinglis Spiritualität. Ein Beispiel reformierter Frömmigkeit. Theologischer Verlag TVZ, Zürich 2018, ISBN 978-3-290-18170-3.[3]
- Die Wahrheit hat ein fröhlich Angesicht. Zwingli in Zitaten. Theologischer Verlag TVZ, Zürich 2022, ISBN 978-3-290-18504-6.[3]